# Departamento Nacional de Obras Contra a Seca
El Departamento Nacional de Obras Contra a Seca -DNOCS- (Departamento Nacional de Obras contra la Sequía) es un órgano del gobierno federal brasileño, vinculado al Ministerio de Integración Nacional. Su sede se localiza en la ciudad de Fortaleza, Ceará.
Su principal función es combatir los problemas de escasez de agua e inconvenientes relacionados. La principal área de actuación son los territorios de clima semiárido de la Región Nordeste de Brasil y la parte norte de Minas Gerais.